# In the Air Tonight
In the Air Tonight – ballada pop-rockowa Phila Collinsa nagrana na potrzeby płyty Face Value z roku 1981. Był to pierwszy singel Collinsa w dorobku jego solowej kariery.
W Polsce nagranie uzyskało certyfikat złotej płyty.

## Piosenka
Piosenka jest znana ze swojej charakterystycznej, mrocznej atmosfery (nietypowej dla twórczości solowej Collinsa, zbliżonej raczej do utworów wykonywanych przez Genesis) i jako temat miejskiej legendy. Utwór był międzynarodowym hitem, znalazł się na liście przebojów magazynu Billboard, i stał się jednym z najbardziej rozpoznawalnych piosenek Collinsa.
Słowa piosenki mają formę ponurego monologu skierowanego do anonimowej osoby. Piosenkarz opisuje widziany przez niego, bliżej niesprecyzowany uczynek adresata:
I was there and I saw what you did (Byłem tam i widziałem, co zrobiłeś)
saw it with my own two eyes (widziałem to na własne oczy)
i przewiduje również niesprecyzowane konsekwencje:
I can feel it coming in the air tonight, oh Lord (Czuję, jak to nadchodzi w powietrzu tej nocy, o Panie)
I’ve been waiting for this moment for all my life (czekałem na ten moment całe moje życie)
Muzycznie utwór składa się z serii mrocznych akordów granych na tle prostej ścieżki automatu perkusyjnego (Roland CR-78); przy akompaniamencie gitary elektrycznej i dźwięków wygenerowanych przez vocoder. Nastrój utworu przypomina kontrolowany gniew aż do końcowego refrenu, podczas którego potężne uderzenie perkusji uwalnia muzyczne napięcie.
Popularność piosenki w latach 80. spowodowała, że prawie kompletne nagranie zostało użyte w pilotażowym odcinku amerykańskiego serialu Miami Vice stając się jedną z pierwszych piosenek pop/rock wykorzystanych w tego rodzaju programie. W związku z tym połączeniem Collins zaczął być kojarzony z serialem. Inne jego piosenki (np. „Take Me Home”) były później używane przy realizacji programu, a piosenkarz wystąpił w jednym z odcinków – Phil The Shill (co ciekawe, nosił w filmie nazwisko Mayhew – identyczne jak poprzedni perkusista zespołu Genesis – John Mayhew)
W filmie Kac Vegas piosenka jest wykorzystana w zabawnej scenie, gdy Mike Tyson słucha jej, podśpiewuje, imituje w powietrzu wejście perkusji i przy słowach I’ve been waiting for this moment for all my life nokautuje jednego z bohaterów filmu potężnym ciosem.
Piosenka ta została również wykorzystana w grze Grand Theft Auto: Vice City Stories, w której Phil Collins wystąpił jako on sam w specjalnie stworzonym komputerowym koncercie (piosenkę można usłyszeć w radiu Emotion 98.3). Reni Wassulamier zleca Victorowi misję o tej samej nazwie, tam gdzie występuje.

## Miejska legenda
Na podstawie piosenki powstała miejska legenda. Według niej słowa utworu bazują na jakimś tragicznym wydarzeniu (zwykle utonięciu), którego Collins był świadkiem, a w którym ktoś mógł pomóc ofierze, lecz tego nie uczynił. Zazwyczaj zakończenie historii mówi o tym, że piosenkarz zaprosił tego człowieka do programu i zaśpiewał dla niego „In the Air Tonight”. niektóre wersje mówią wręcz o reflektorze nakierowanym na tę osobę. Po programie według jednej wersji mężczyzna miał zostać aresztowany, według innej popełnić samobójstwo. Niektóre popularne wersje legendy:
- Collins widział tonącego człowieka, ale był za daleko, by cokolwiek zrobić, mężczyzna, który mógł pomóc ofierze, nie zrobił nic. (Niektóre wersje mówią nawet o tym, że nie był to wypadek, ale morderstwo)
- Podczas wakacji najlepszy przyjaciel Collinsa poszedł popływać. Zaczął się topić, a Collins, nie umiejący pływać, nie mógł mu pomóc. Piosenkarz zatrzymał i poprosił o pomoc przebiegającego człowieka, ale został zignorowany. Przyjaciel utonął.
- Podczas kolonii jako dziecko Collins zbudził się rano i nie mógł nigdzie odnaleźć opiekuna grupy. Po wyjściu na zewnątrz ujrzał go stojącego na pomoście i nie robiącego nic, by pomóc tonącemu chłopcu (w niektórych wersjach opiekun wepchnął chłopca do wody)
- Collins był świadkiem gwałtu swojej żony i, lata później, zobaczył gwałciciela tonącego, ale nie pomógł mu.
- Kiedy młody Collins i jego najlepszy przyjaciel byli nad jeziorem, jakiś człowiek spytał ich, czy nie chcieliby popływać żaglówką. Collins musiał iść na obiad, ale obiecał, że zaraz potem wróci. Gdy to zrobił, jego przyjaciel zniknął i nigdy więcej go nie widziano.
- Kiedy Collins był dzieckiem, on i jego przyjaciel bawili się nad basenem. Przyjaciel wpadł do wody. Phil, który nie umiał pływać, pobiegł do domu sąsiadów po pomoc. Sąsiad jednak odmówił pomocy, bo Collins wcześniej już wszczynał fałszywe alarmy. Kiedy Phil wrócił nad wodę odkrył, że jego przyjaciel w tym czasie utonął.

Lata później Collins skomentował legendy w wywiadzie dla BBC World Service:

Nie wiem, o czym jest ta piosenka. Kiedy ją pisałem, przechodziłem przez swój rozwód. Jedyne co mogę powiedzieć, to że jest wyraźnie o gniewie. To ta strona gniewu albo gorzka strona separacji. Co dodaje sprawie jeszcze więcej komizmu to to, że kiedy słyszę te historie wymyślone przed wieloma laty, zwłaszcza w Ameryce, gdy ktoś podchodzi do mnie i pyta „Czy naprawdę widziałeś kogoś tonącego?” odpowiadam „Nie, błąd”. I za każdym razem, kiedy wracam do Ameryki historia rozprzestrzenia się „głuchym telefonem” i staje się coraz bardziej zawiła. To frustrujące, bo to prawdopodobnie jedyna piosenka spośród wszystkich, które napisałem, o której nie wiem, o czym jest.

## Teledysk
Teledysk do „In the Air Tonight” wyreżyserował Stuart Orme. Tak jak sama piosenka, jest on utrzymany w surowym, mrocznym stylu, co odróżnia od typowej, efektownej produkcji tego typu. Teledysk rozpoczyna zbliżenie twarzy Collinsa śpiewającego wprost do kamery; jest on pokazany w czerni i bieli, w sposób nawiązujący do okładki płyty Face Value. W dalszej części Collins siedzi na krześle w małym pokoju z drzwiami po jednej stronie i oknem po drugiej. W pewnym momencie w oknie pojawia się biała postać, która później okazuje się być pewnego rodzaju odbiciem samego Collinsa. Przed finalnym refrenem Collins wstaje z krzesła i otwiera drzwi. Z zewnątrz wpada do pokoju jasne, białe światło i „pochłania” piosenkarza. Scena ta jest połączona z sekwencjami przedstawiającymi Collinsa w niebieskim korytarzu. Na końcu teledysku widać odbicie piosenkarza w wodzie.
Teledysk ten był 21 teledyskiem wyemitowanym od chwili rozpoczęcia nadawania stacji MTV, 1 sierpnia 1981.

## Inne wersje
Utwór był wielokrotnie coverowany, m.in. przez DMX-a (1998), 2Pac-a (1996), Lil’ Kim (2001), Nonpoint (2004, album Recoil) i Naturally 7 (2006). Piosenka została także głównym utworem filmu Miami Vice

### I Can Feel It (DMX)
W 1998 DMX wydał swój debiutancki album, „It's Dark and Hell Is Hot”. Znalazł się na nim cover „In the Air Tonight” zatytułowany „I Can Feel It”. Podkład zawiera sample’a z tego utworu i został wyprodukowany przez Dame’a Grease’a dla Vacant Lot Productions i Ruff Ryders Entertainment. Został nagrany w New Horizon Sounds Studio, Capital Heights przez Justice’a Johnsona. Zmiksowany w Battery Studios przez Richa Kellera. Refren wykonuje Phil Collins. Dodatkowo w utworze występuje Nardo z Yonkers.
„I Can Feel It” to kolejna, po „Look Thru My Eyes” i „Let Me Fly”. piosenka o trudnym życiu DMX-a. W pierwszej zwrotce zaczyna komuś (możliwe, że większemu gronu słuchaczy) opowiadać swoją historię:
The best of y’all niggas remind me of myself when I was younger (...) – Najlepsi z was przypominają mnie, kiedy byłem młodszy.
And you wonder, why I pat you on your head, and smile (...) – I zastanawiasz się, czemu klepię cię po głowie i uśmiecham się.
Somethin’ I gotta show you and I hope you can take it – Coś ci muszę pokazać i mam nadzieję, że to zniesiesz.
W kolejnych zwrotkach DMX rozwija swoją opowieść. Po raz kolejny wspomina o wpływie, jaki wywiera na niego diabeł („The devil got a hold on me an he won’t let go”).
- „I Can Feel It” to nagrany od nowa utwór „Edge of the Night” oparty na tym samym podkładzie. Można go usłyszeć na płycie „Unleashed & Unreleased”, a także na „Freestyle Album”.
- „I Can Feel It” ze zmienionym zakończeniem można usłyszeć na płycie „Fuck the Industry”.

### In The Air Tonite (Lil’ Kim)
W 2001 został nagrany remiks zatytułowany „In the Air Tonite”, który wydano, by promował album poświęcony Collinsowi „Urban Renewal”. Powstał w wyniku współpracy Lil’ Kim i Phila Collinsa. Do „In the Air Tonite” nagrano klip zawierający sceny ze starego klipu Collinsa i nowe, w wykonaniu Kim.

#### Listy utworów
singiel CD (Wlk. Brytania)
1. Boogieman Radio Version
2. Startargate Remix
3. Mintman’s Floorfiller Mix
4. Boogieman’s Album Version
5. True Business Remix

singiel CD (Niemcy)
1. Soulforce Club Mix
2. Soulforce Sunshine Mix
3. Soulforce Monster Dub

#### Listy przebojów
| Lista (2001)          | Miejsce |
| --------------------- | ------- |
| UK Singles Chart      | 26      |
| Swiss Single Chart    | 11      |
| Belgian Single Chart  | 7       |
| Canadian Single Chart | 19      |
| Swedish Single Chart  | 27      |
| German Single Chart   | 3       |
| Austrian Single Chart | 8       |
| Dutch Single Chart    | 30      |